# Centrale Markthallen

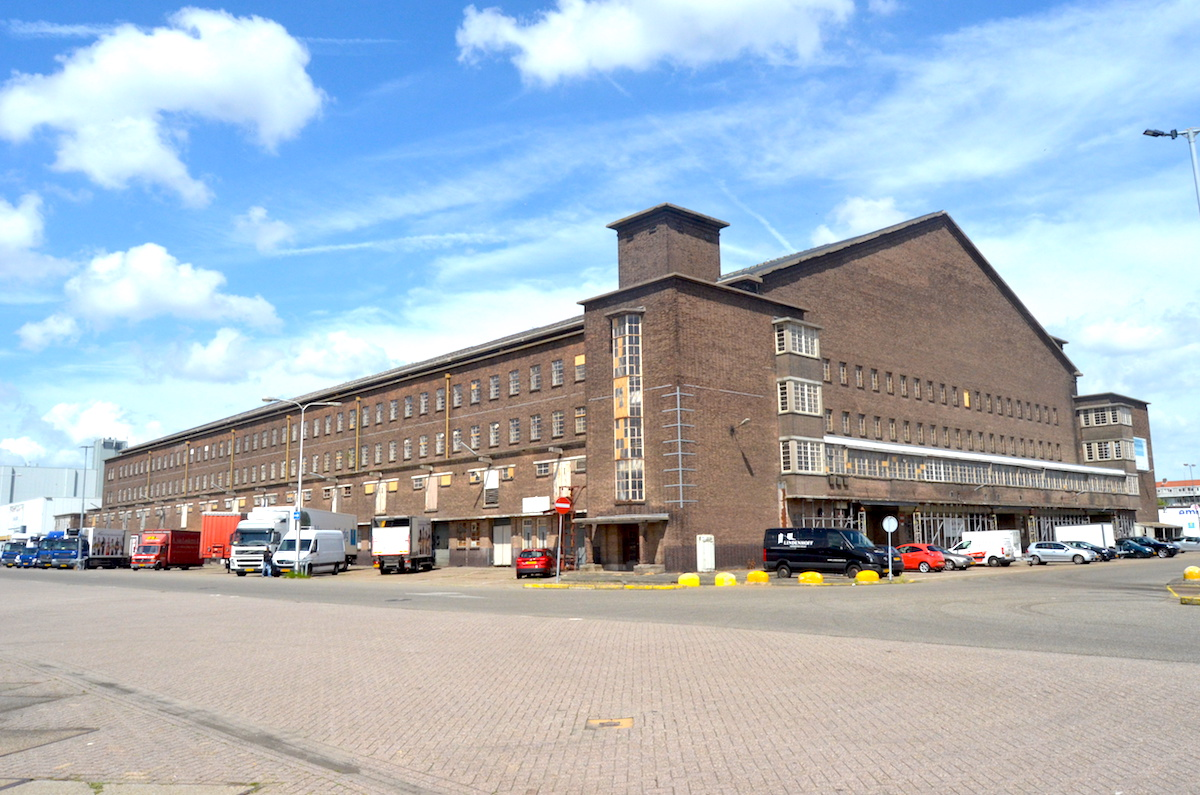
Centrale Markthal te Amsterdam-West - exterieur, 2019

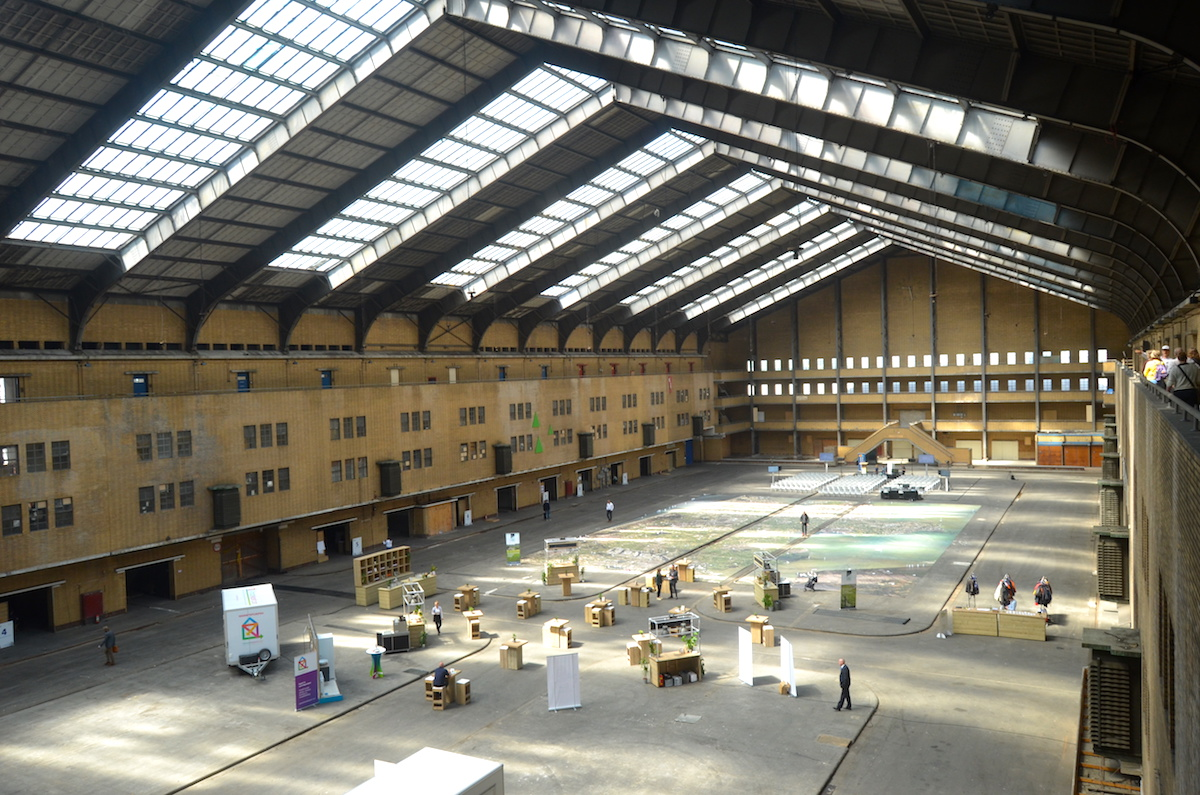
Centrale Markthal te Amsterdam-West - interieur, 2019

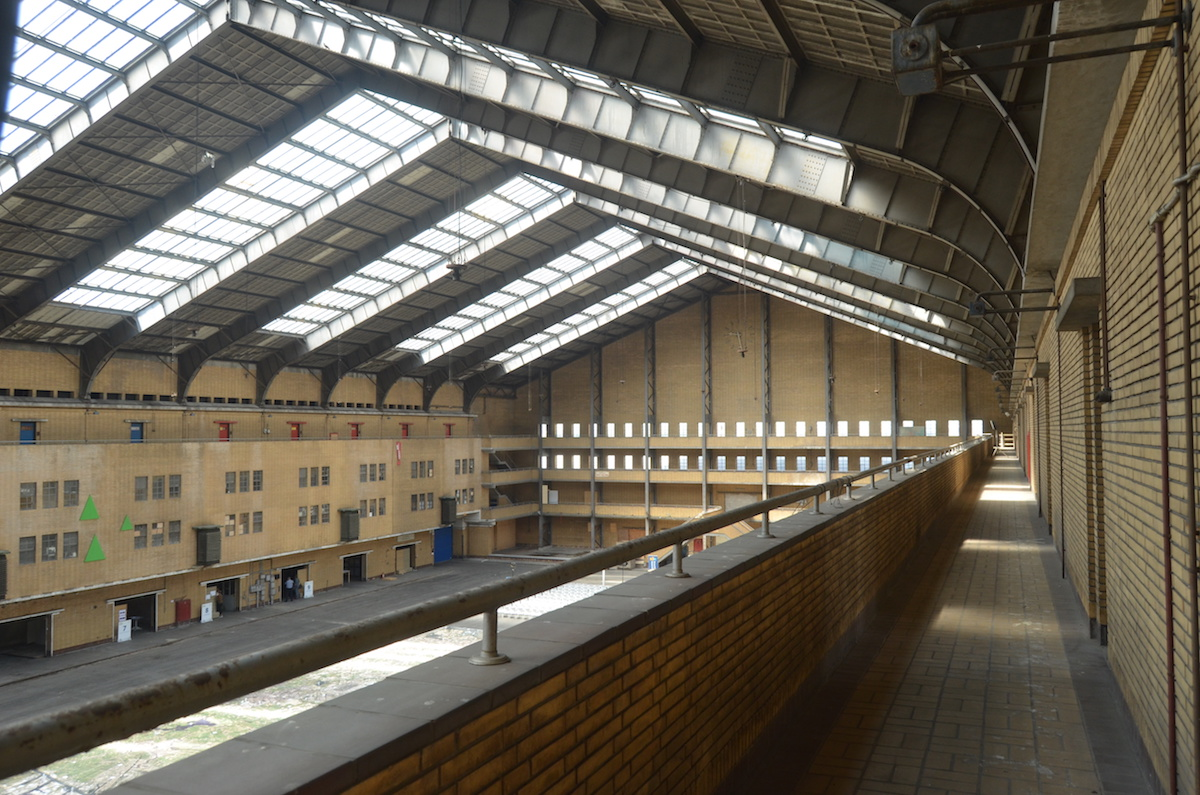
Centrale Markthal te Amsterdam-West - interieur, 2019

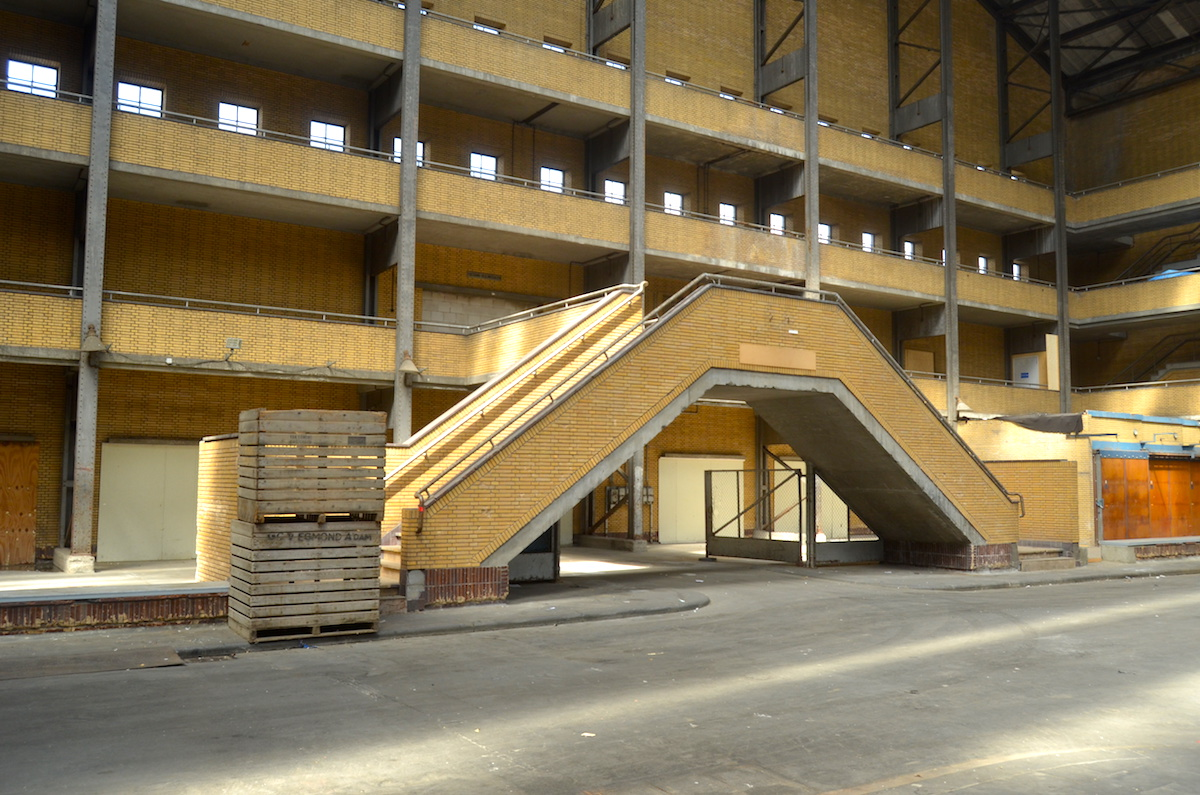
Centrale Markthal te Amsterdam-West - interieur, 2019

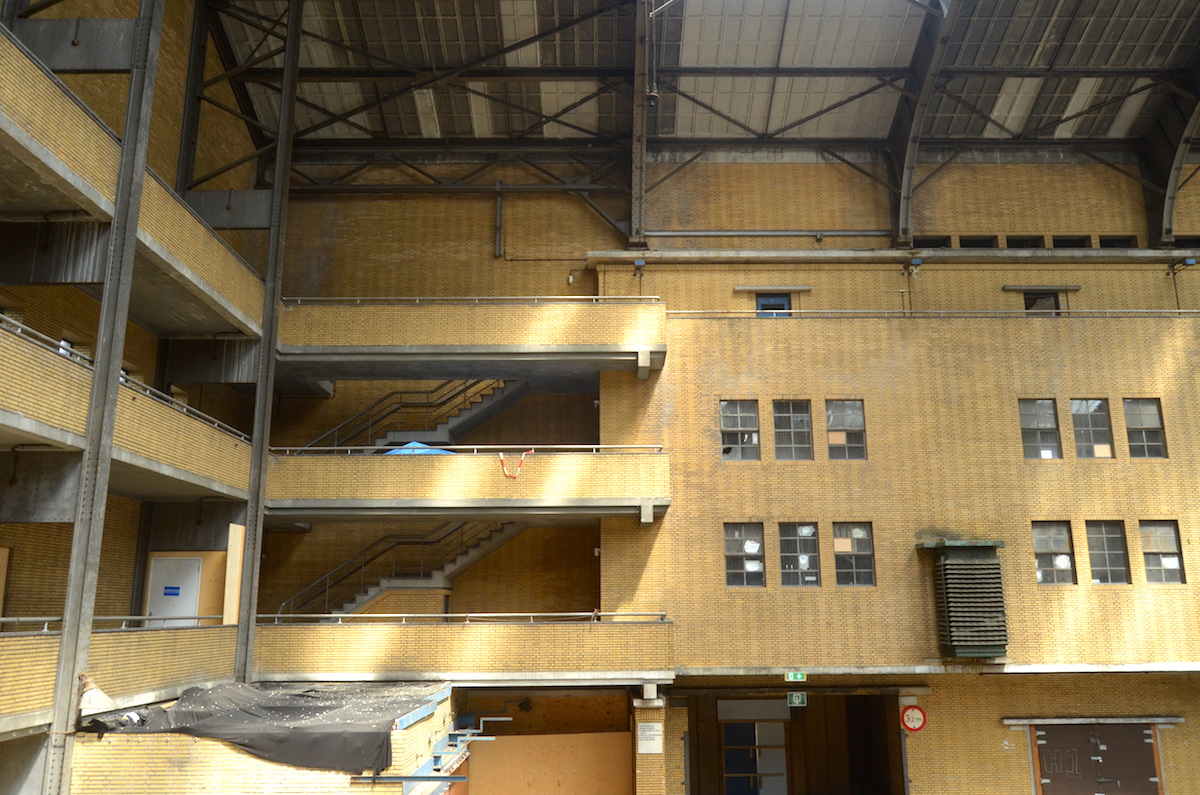
Centrale Markthal te Amsterdam-West - interieur, 2019

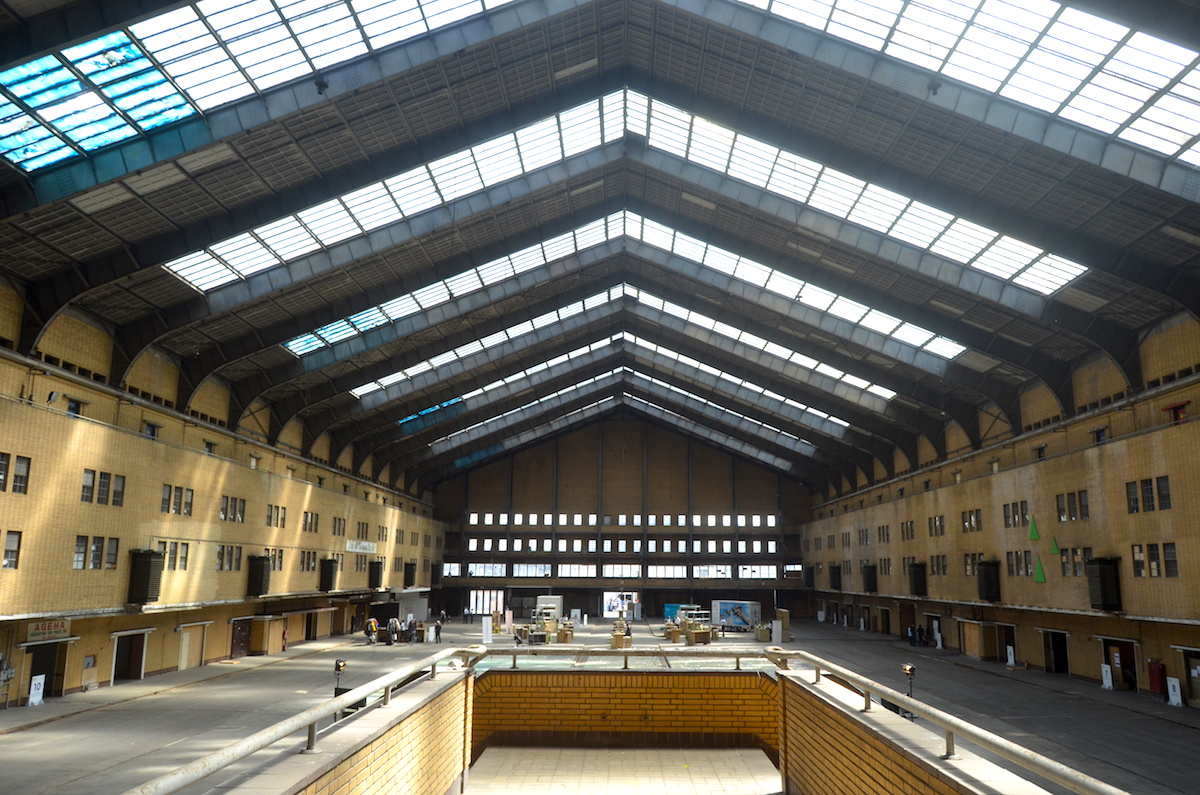
Centrale Markthal te Amsterdam-West - interieur, 2019

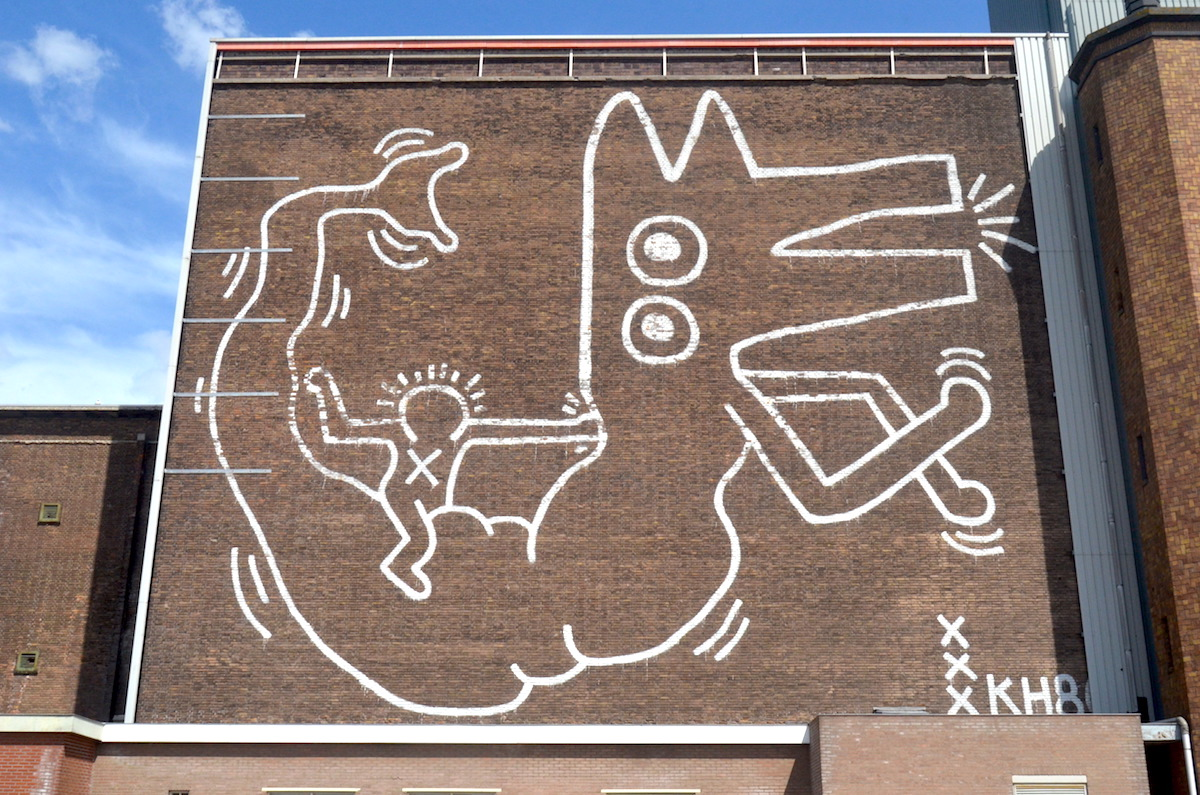
Muurschildering van Keith Haring op het voormalig koelhuis van de Centrale Markthallen te Amsterdam-West, 2019

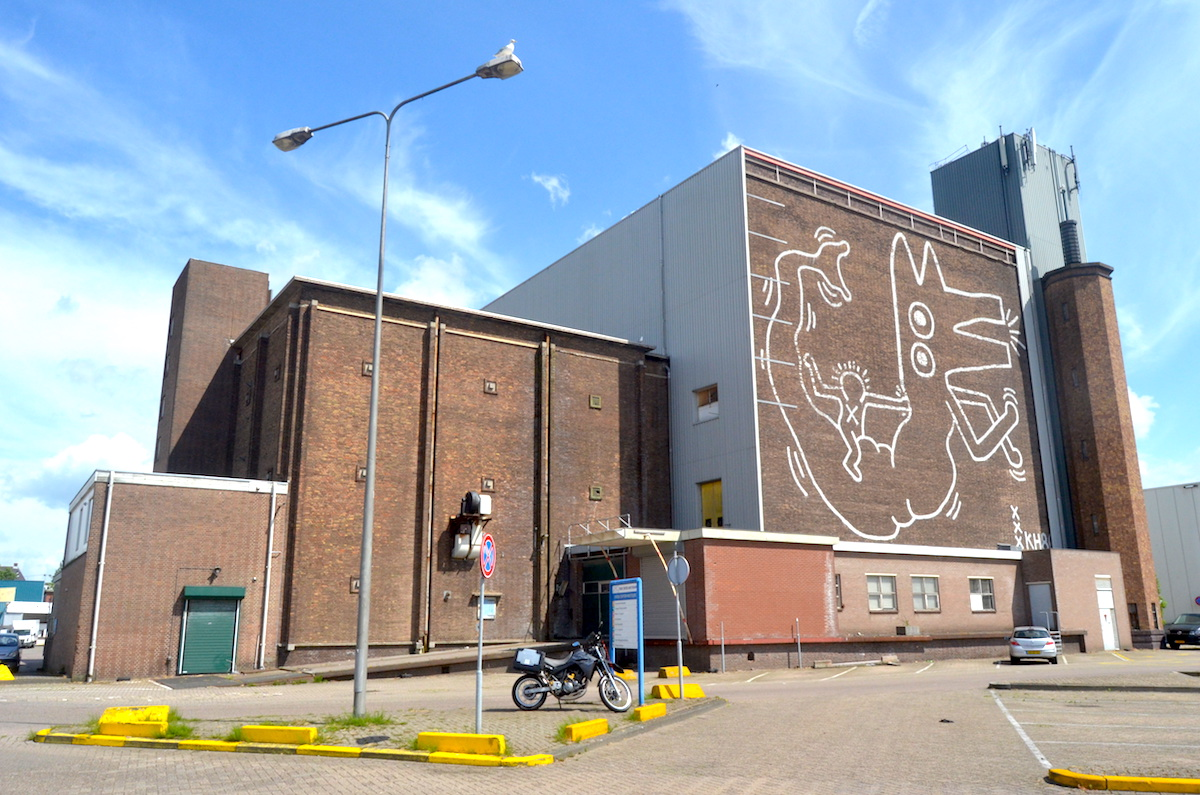
Muurschildering van Keith Haring op het voormalig koelhuis van de Centrale Markthallen te Amsterdam-West, 2019

De Centrale Markthallen, sinds 1998 Food Center Amsterdam, vormen een bedrijventerrein ten noorden van de Jan van Galenstraat in Amsterdam-West, voornamelijk gericht op de groothandel in levensmiddelen. Het terrein met een oppervlakte van 40 hectare is bedoeld als groothandelsmarkt en is niet openbaar toegankelijk. De officiële naam was bij de opening in 1934 Centrale Markt, vanaf 1977 Centrale Groothandelsmarkt en sinds 1998 Food Center Amsterdam.

## Geschiedenis
Op het terrein aan de Kostverlorenvaart was al sinds het eind van de 18e eeuw een vuilnisbelt, de Centrale Asch- en Vuilnisbelt gevestigd, zodoende had het een aansluiting op de Spoorlijn Amsterdam - Haarlem.
Het terrein werd in 1934 geopend onder de naam 'Centrale Markt', met tien insteekhavens, pakhuizen en in het midden de grote markthal met klokkentoren. Het werd in gebruik genomen door de Dienst voor het Marktwezen van de gemeente Amsterdam en was mede een initiatief van de Amsterdamse wethouder Monne de Miranda. De Centrale Markt had als doel de levensmiddelenvoorziening in Amsterdam te verbeteren. Van 1895 tot 1934 was de centrale (groenten)markt in de open lucht achter de Marnixstraat aan het einde van de Elandsgracht gevestigd, en voor 1895 aan de Prinsengracht. De namen Appeltjesmarkt en Groenmarktkade langs de Singelgracht herinneren hier nog aan.

### Tweede Wereldoorlog
In de Tweede Wereldoorlog misbruikte de Duitse bezetter de stadsmarkten en de Centrale Markt om greep te krijgen op Joodse ondernemers in Amsterdam. Een deel van de Centrale Markt werd de 'Joodse Markt' en Joodse bezoekers kregen een rode letter 'J' op hun marktpas. De toenmalige joodse directeur van het marktwezen, Abraham van der Laan, werd in 1941 ontslagen. Hoewel de markt in de greep was van de bezetter, was hij ook een haard van verzet. Via de Centrale Markt werd voorkomen dat Joodse mensen op transport werden gezet, omdat via valse documenten kon worden 'aangetoond' dat zij onmisbaar waren voor de voedselvoorziening in Amsterdam. In de kelders van de markthal zaten vele Joodse burgers in onderduik tot na de bevrijding. Ondanks dat in 1943 een eenheid Duitse militairen op een van de pieren werd gelegerd, heeft het Duits gezag deze onderduikers nooit ontdekt.
Na de oorlog werd op 15 oktober 1959 bij de viering van het 25-jarig bestaan van de Centrale Markthallen in de grote markthal een reliëf van Hildo Krop onthuld, ter nagedachtenis aan de vele Joodse kooplieden die tijdens de Tweede Wereldoorlog zijn omgekomen. Sam de Hond (1914-2002), een van de Joodse marktkooplieden die de oorlog overleefde en een belangrijke rol heeft gespeeld in het verzet, was hierbij aanwezig. De bescheiden De Hond weigerde het monument te onthullen.

### Na de oorlog: veranderingen in de ontsluiting
Tot eind jaren vijftig werd veel groente en fruit door tuinders per schuit aangevoerd uit de polders buiten Amsterdam. Tot in de jaren zeventig beschikte het terrein over een eigen spooraansluiting. In 1969 werden de eerste vier havens gedempt en in 1978 nog eens vijf, omdat de aanvoer steeds minder per boot en steeds meer per vrachtwagen plaatsvond. Na heftige discussie over verplaatsen van de markt in de jaren 70, werd in 1978 het besluit genomen de markt te handhaven. Het terrein kreeg de naam Centrale Groothandelsmarkt. Na 1980 werd het terrein gemoderniseerd met de bouw van koelhuizen en een abattoir (1984). Alle oude pakhuizen werden gesloopt en door de gemeente herbouwd in de visgraatstructuur van de oude pieren, een keuze die later betreurd zou worden, omdat dit de doorstroom van verkeer niet bevorderde. De nieuwe panden werden gebouwd in opdracht van de Dienst Marktwezen, en daarna met erfpacht verkocht aan de grossiers op het terrein. Alleen de centrale hal, het koelhuis en de marktkantine Marcanti zijn nog overgebleven van de oorspronkelijke inrichting van het terrein. In 1998 ging het complex Food Center Amsterdam heten en werd de toegangspoort geautomatiseerd. De Dienst voor het Marktwezen werd opgeheven en de taken werden ondergebracht bij andere gemeentediensten, waaronder het Food Center zelf.

## Muurschildering van Keith Haring
Op een van de gebouwen - het voormalige koelhuis - is een muurschildering van Keith Haring te zien. Haring schilderde in 1986 dit enorme fabeldier in zijn kenmerkende stijl op de gevel. Toen het voormalig koelhuis in gebruik was als depot voor het Stedelijk Museum, en last van vocht had, werd de schildering omstreeks 1988 met gevelplaten afgedekt. Na drie decennia is de schildering in 2018 weer zichtbaar gemaakt door de platen te verwijderen. De schildering verkeerde in redelijke staat maar moest wel worden gerestaureerd. In 2019 was het geld daarvoor bijeengebracht. De restauratie vond plaats in 2020. Het koelhuis met de muurschildering werd in 2021 aangewezen als gemeentelijk monument.
Op het terrein is ook nog een monument te vinden voor de voormalige spoorlijnen die over de Markt liepen. Anno 2019 verkeert dit monument in een erbarmelijke toestand.

## De grote markthal
De grote markthal uit 1934, ontworpen door de architect Nicolaas Lansdorp, is midden op het terrein gelegen, meet 70 bij 100 meter, en was met een netto vloeroppervlak van 6.000 vierkante meter lang de grootste markthal van Europa. Oorspronkelijk had de hal een toren met klok die voor velen in Amsterdam gold als het belangrijkste uurwerk in hun dagelijks bestaan. De toren is vermoedelijk in de jaren tachtig afgebroken wegens schade aan het beton. De architectuur van de markthal vormde een harmonieus geheel met de voormalige pakhuizen op de (verdwenen) pieren en met het gebouw Marcanti aan de Jan van Galenstraat. De pakhuizen zijn echter begin jaren tachtig gesloopt.
De Markthal heeft sinds 2007 de status van rijksmonument vanwege onder meer de cultuurhistorische en architectonische waarden. De grote Centrale Markthal verloor in 2006 zijn functie en kwam leeg te staan. De markthal werd in 2016 eigendom van de Nationale Maatschappij tot Behoud, Ontwikkeling en Exploitatie van Industrieel Erfgoed (BOEi).
Het reliëf van Hildo Krop is een paar jaar geleden tijdelijk uit de hal verwijderd om het te beschermen tegen vandalisme. Het reliëf is in 2024 terug geplaatst.

## Toekomst van het terrein
Na 2000 kwam de toekomst van het centrum ter discussie te staan. Uiteindelijk leidde dit tot een plan van VolkerWessels Vastgoed en Ballast Nedam om de bedrijven op te schuiven naar het noorden en te ontsluiten vanaf de Haarlemmerweg, de zogenaamde noordelijke ontsluiting. De grote hal moet een publieksfunctie krijgen met bijvoorbeeld een overdekte dagmarkt en horecavoorzieningen. Er werd een plan gemaakt voor een nieuwe woonwijk, het Marktkwartier, op het zuidelijke deel van het terrein bij de Jan van Galenstraat, waarvan de ontwikkeling begon in 2015. In 2020 werd het te bouwen aantal woningen verhoogd tot 1.700, waarvan een kwart huurwoningen in de sociale sector. Begin 2023 werd een informatiecentrum voor woningzoekenden geopend, maar de sloop en bouw, die gefaseerd plaats vindt, begon in 2024.

## Afbeeldingen 1934
De markthal kort na de bouw.

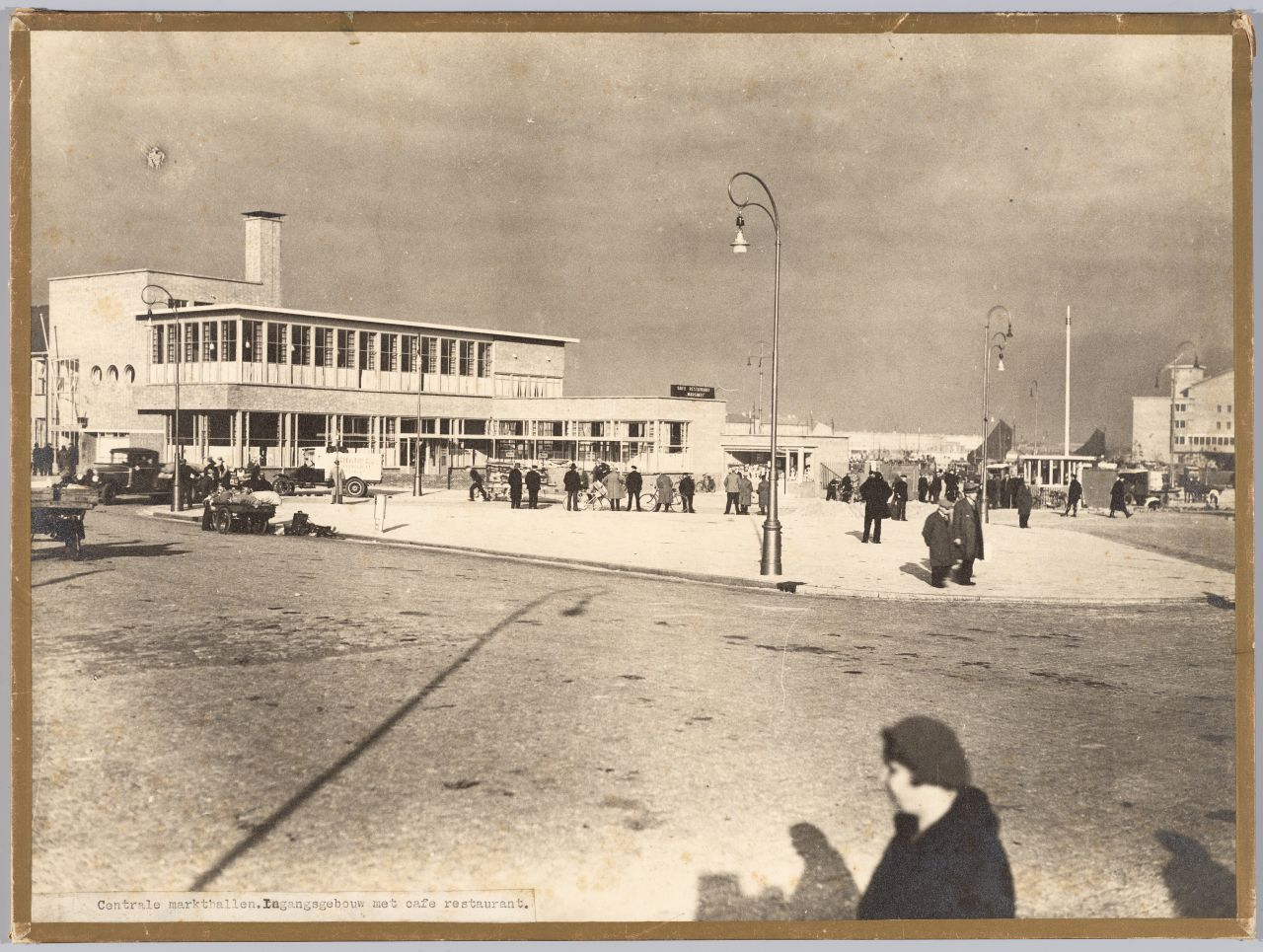
Entree aan de Jan van Galenstraat, 1934
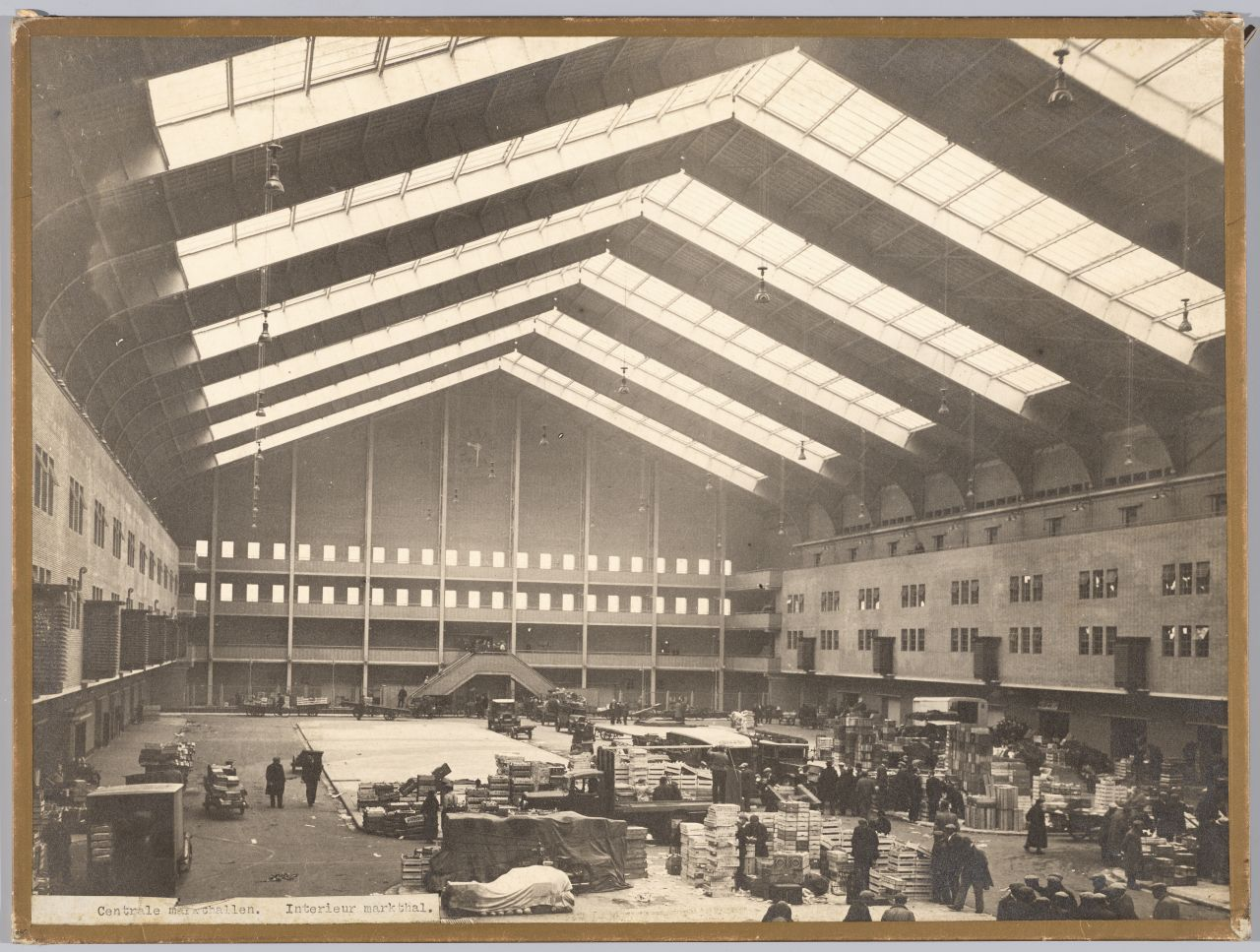
Interieur van de grote hal, 1934
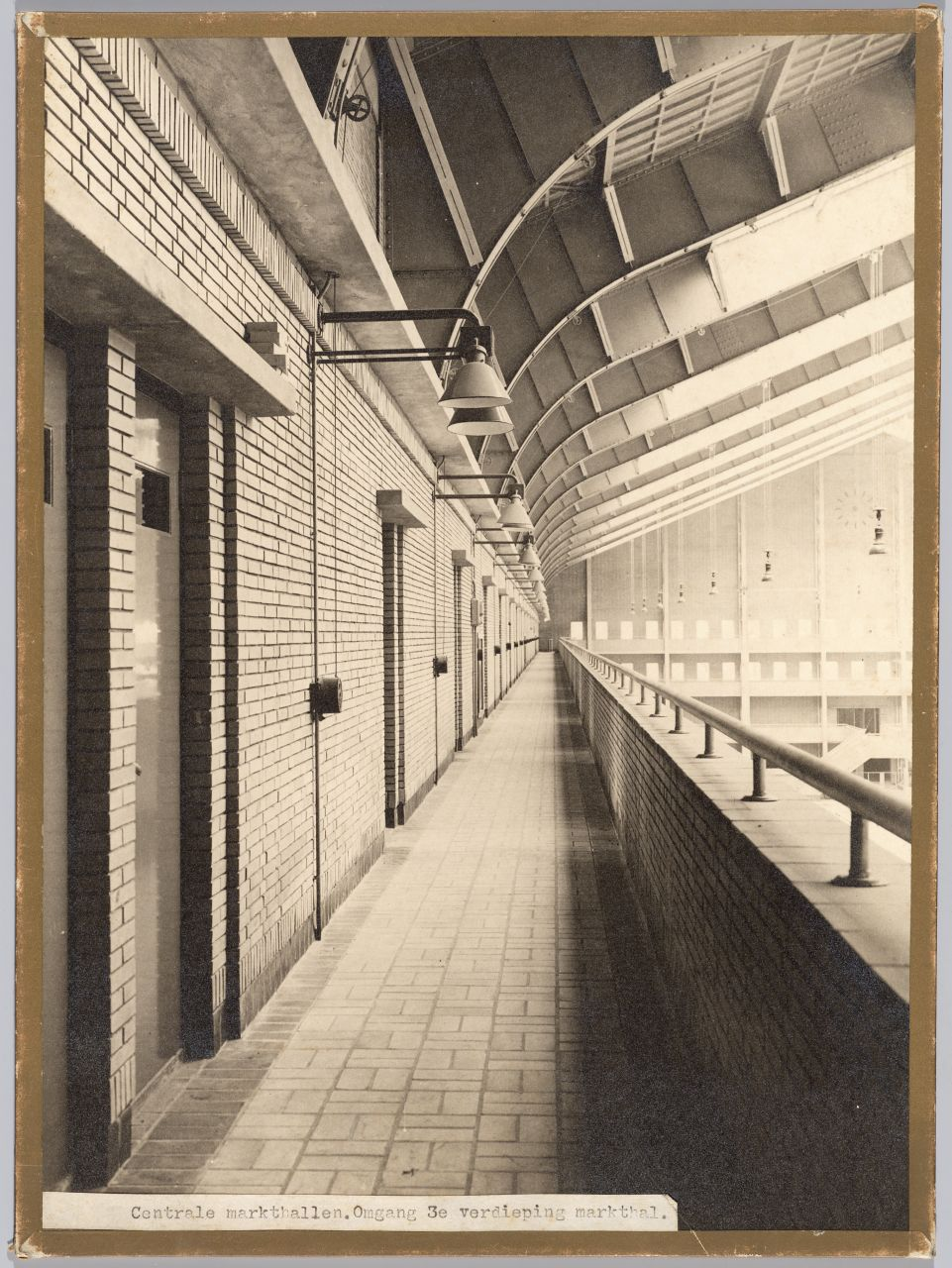
Galerij in de grote hal, 1934
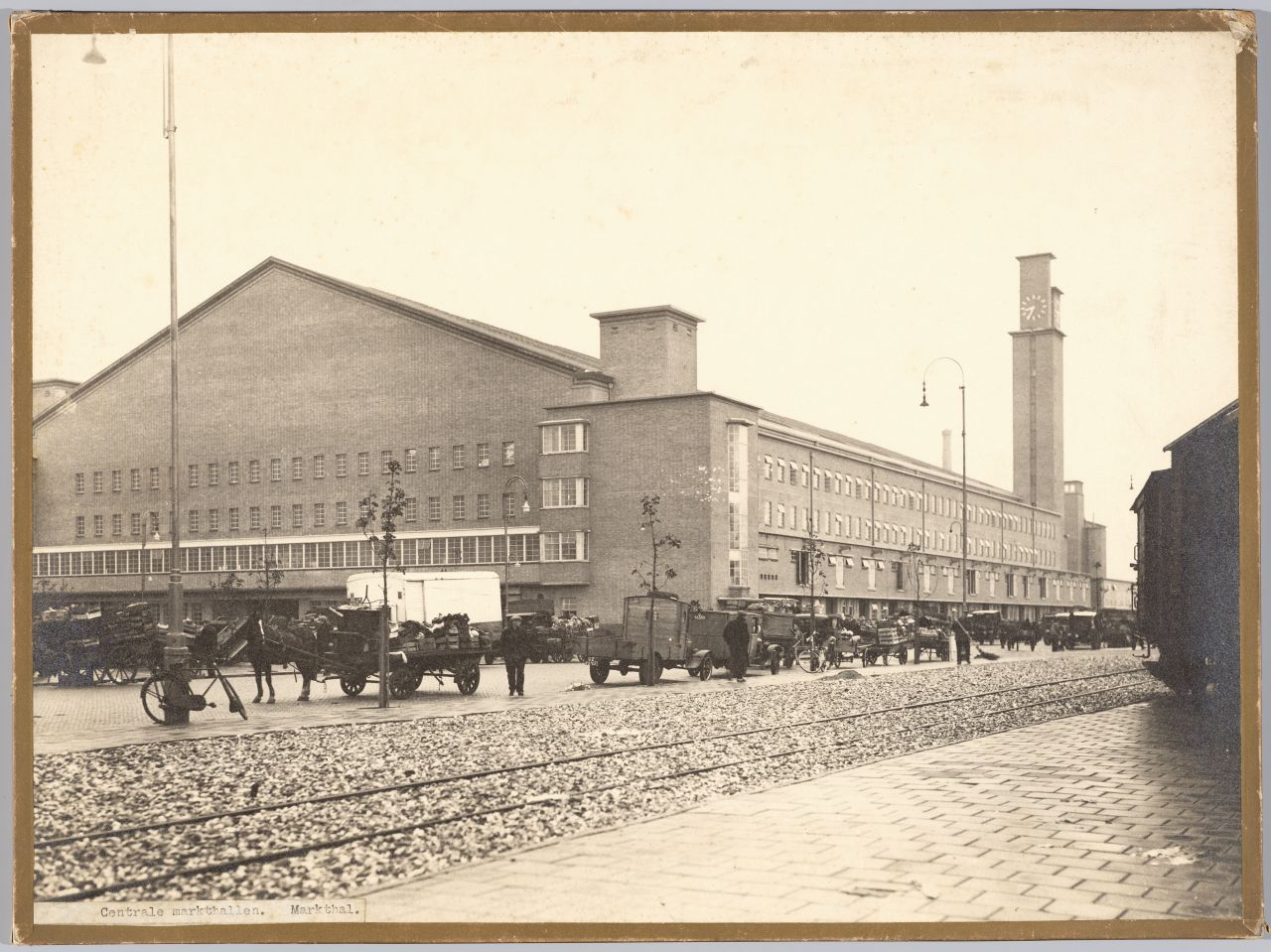
Zijaanzicht van de grote hal met de klokkentoren, 1934
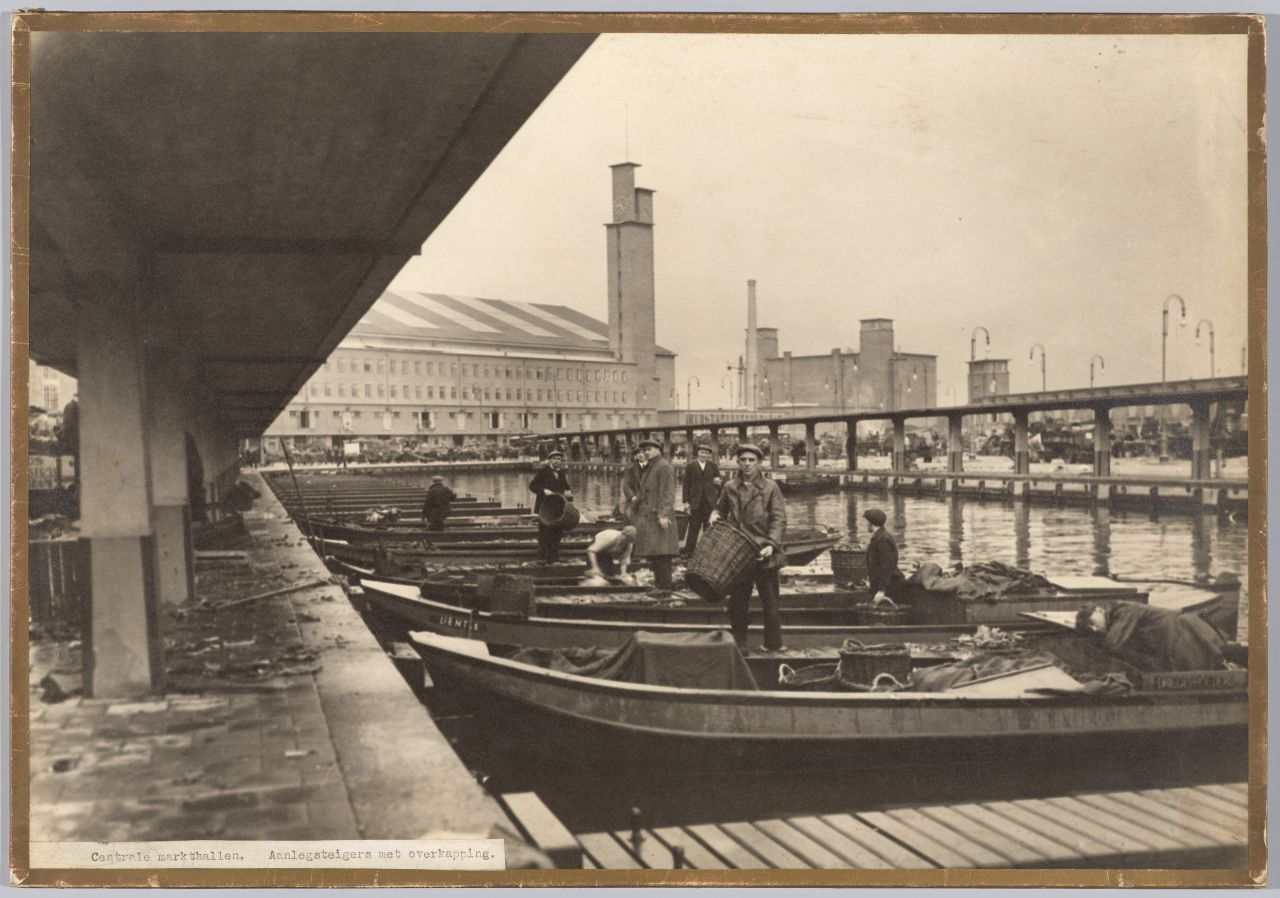
Groenteschuiten aan de steiger, 1934

## Afbeeldingen diverse

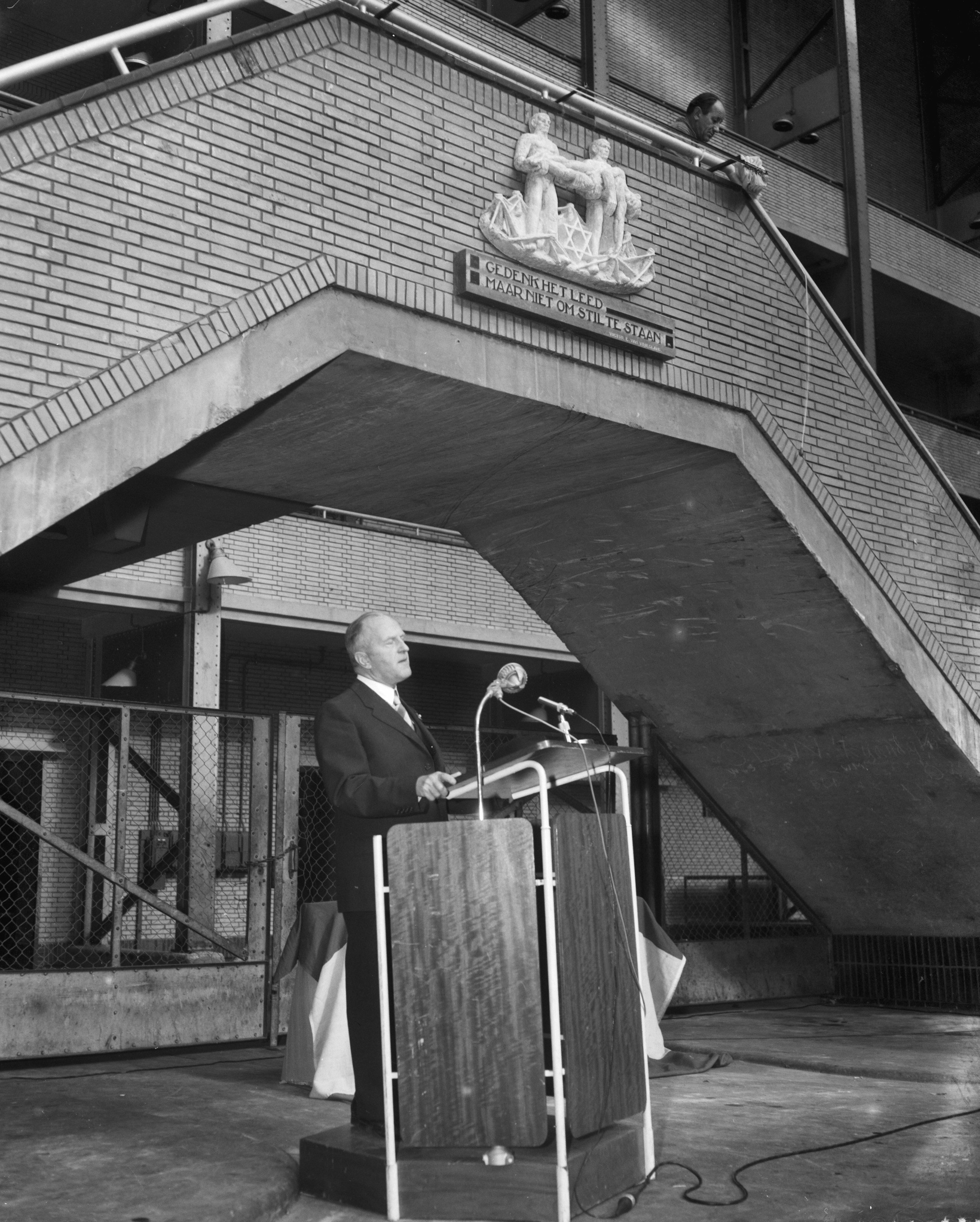
Gedenksteen Markthallen voor gevallen Joodse medewerkers onthuld, 15 oktober 1959
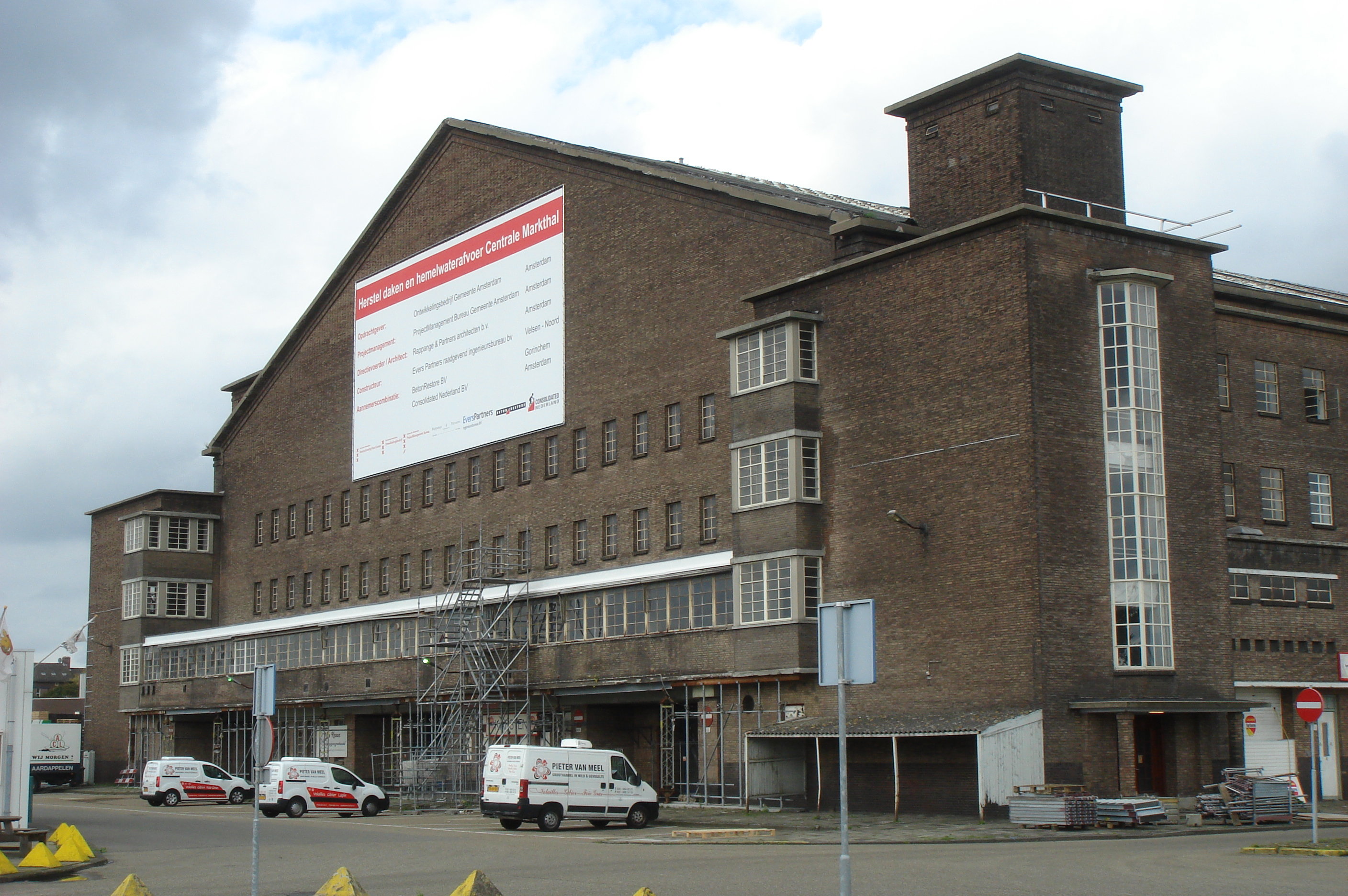
Voorgevel Centrale Markthal, 2011
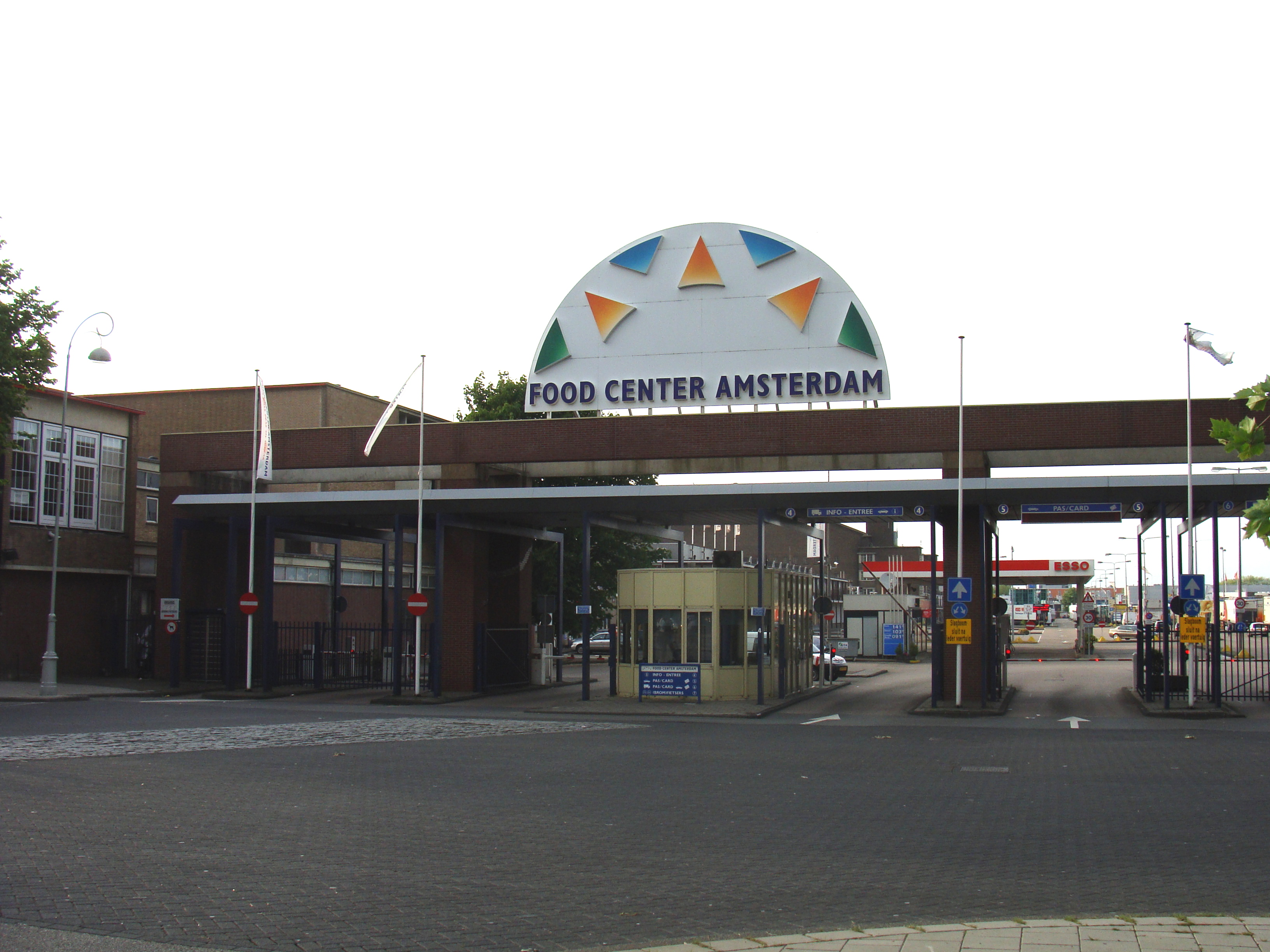
Hoofdingang van het Amsterdam Food Center aan de Jan van Galenstraat, 2009